# 열대 저기압의 이름
열대 저기압은 여러날 동안 지속 될 수 있으며 동시에 같은 지역에 하나 이상의 열대 저기압이 있을 수 있기 때문에 이때 발표되는 예보를 혼동하지 않도록 하기 위하여 1953년부터 열대 저기압의 이름을 붙이기 시작하였다.
열대 저기압에 처음으로 이름을 붙인 것은 오스트레일리아의 기상 예보관들이며 보통 그들 자신이 싫어하는 정치가의 이름을 붙였다. 그리고 제2차 세계 대전 이후, 미국 공군과 해군에서 공식적으로 열대 저기압 이름을 붙이기 시작했고 주로 예보관의 아내나 애인의 이름을 사용했다. 그래서 1978년까지는 이름이 여성이었다가 이후부터는 남성과 여성의 이름을 번갈아 사용하였다.

## 태풍 (북서태평양)
북서태평양의 태풍 이름은 1999년까지 괌에 있는 합동태풍경보센터(JTWC)에서 정한 이름을 사용하였다. 그러나 2000년부터 아시아 태풍 위원회에서 태풍 이름을 서양식에서 태평양 인근 국가의 고유한 이름으로 변경하여 사용하고 있다.
태풍 이름은 각 국가별로 10개씩 제출한 총 140개가 각 조에 28개씩 5개조로 구성되고, 1조부터 5조까지 순차적으로 사용하며 140개를 모두 사용하고 나면 1번부터 다시 사용한다. 예를 들어 태풍 '사올라' 다음으로 오는 태풍의 이름은 태풍 '담레이'가 되는 것이다. 그러나 특정 이름의 태풍이 너무 강력해 많은 피해가 발생했을 경우, 피해국들은 기존 이름과 동일한 언어로 그 이름을 대체할 새로운 이름을 제안하여 해당 이름의 사용을 중지할 수 있다. 예를 들면, 대한민국에 큰 피해를 입혔던 태풍 '루사'의 이름은 '누리'로, 태풍 '매미'의 이름은 '무지개'로 변경되었다.
또, 2004년부터는 대한민국 기상청과 국립국어연구원이 태풍 이름의 한글 표기를 원음에 가깝게 표기하도록 변경하면서, 다수의 태풍 이름의 한글 표기에 변화가 생겼고, 이 이름들로 대한민국 기상청은 태풍 정보를 발표하고 있다. 예를 들면, 표기법 변경 이전에 발생한 2000년 제9호 태풍의 이름은 '이위냐 (EWINIAR)'로 발표되었으나, 표기법이 개정된 2006년부터는 '에위니아'로 명칭이 변경되었다.

## 같이 보기
- 열대 저기압 이름의 목록
- 은퇴한 태풍 이름의 목록